# Bishnupriya Manipuri
Bishnupriya Manipuri (ইমার ঠার/বিষ্ণুপ্রিয়া মণিপুরী IAST imār ṭhār / biṣṇupriẏā maṇipurī), oder kurz Bishnupriya, ist eine indoarische Sprache. Sie wird von etwa 120.000 Menschen gesprochen. Davon leben zwei Drittel in Indien, vor allem im äußersten Süden des Bundesstaats Assam (Distrikte Kachhar, Hailakandi, Karimganj) sowie in den angrenzenden Regionen Manipurs und Tripuras. Ein Drittel lebt in Bangladesch in der Region um Sylhet. Bishnupriya Manipuri wird in bengalischer Schrift mit den zusätzlichen Zeichen von Asamiya geschrieben.
Die ersten schriftlichen Zeugnisse der Sprache stammen aus dem 18. Jahrhundert. Unter ihren Sprechern wird sie Imar Thar genannt, was „Sprache meiner Mutter“ bedeutet. In Grammatik und Phonetik ist sie von der tibeto-birmanischen Sprache Meitei beeinflusst.